# Templo de Santiago Apóstol (Atzala)
El Templo de Santiago Apóstol es un monumento religioso de culto católico localizado en la población de Atzala, en Puebla, México. Sufrió un daño considerable como consecuencia del terremoto del 19 de septiembre de 2017.

## Derrumbe
El 19 de septiembre de 2017 se registró a las 13:14 horas (tiempo del centro de México) entre el estado de Morelos y el suroeste del estado de Puebla un terremoto que alcanzó una intensidad de 7.1 Mw. 
En ese momento en el templo de Santiago en Atzala se celebraba un bautizo, y a consecuencia del movimiento telúrico se desplomó la cubierta a la nave de la iglesia, cayendo sobre las personas que asistían a la celebración y causando su muerte.
El saldo final fue de doce personas fallecidas y la destrucción del templo, del que solo sobrevivieron las paredes y parte de la cúpula.